# Герцлия (медицинский центр)
Герцлия (ивр. הרצליה מדיקל סנטר‎, официально «Герцлия Медикал Центр») — один из крупнейших частных медицинских центров в Израиле, расположенный в городе Герцлии, рядом с гостиницей «Шарон».
Больница «Герцлия Медикал Центр» находится на 60% в частной собственности, и 40% принадлежат больничной кассе «Клалит».
Генеральным директором медицинского центра является Дани Энгель.

## История
«Герцлия Медикал Центр» был основан в 1982 году. В медицинском центре Герцлия работают около 600 сотрудников. В медицинском центре имеется 7 операционных.
В 1991 году здание медицинского центра претерпело расширение и увеличило количество операционных.
Центр известен в том числе за рубежом. Обслуживает в том числе сотрудников иностранных консульств и посольств. В частности работает с пациентами из зарубежа.

## Отделения
Направления:  кардиология, гастроэнтерология,  ЭКО и другие. Центр хирургии выполняет операционное лечение грыж, геморроя, лечение ожирения и др. Центр сердечно-сосудистой хирургии: Герцлия — первое частное учреждение получившая право на операционную кардиохирургию. Производит  аорто-коронарное шунтирование и др. Действуют кардиологический и ортопедический центры.
Частная клиника Герцлия Медикал Центр – это единственная частная клиника, которой предоставили право госпитализировать психиатрических больных, а также проводить трансплантации, кардиохирургическое и нейрохирургическое лечение. Именно кардиохирургия является ведущим направлением данной клиники.
Клиника Герцлия Медикал Центр обладает самым совершенным эндоскопическим отделением. Здесь одно из лучших в Израиле отделение диагностики, также имеется центр рентгенологической диагностики и личная цитогенетическая лаборатория.
В больнице предоставляют помощь по следующим направлениям медицины:
- Урология
- Педиатрия
- Онкология
- Акушерство и гинекология
- Ангиология
- Сексопатология
- Общая хирургия
- Нефрология
- Искусственное оплодотворение
- Гастроэнтерология
- Переливание крови и гемодиализ
- Ортопедия
- Кардиоторакальная хирургия
- Пластическая хирургия
- Неврология
- Лазерная терапия
- Офтальмология
- Интенсивная терапия и реанимация
- Проктология
- Медицинская генетика

Особенность больницы Герцлия – на одного пациента приходится большое количество квалифицированного медперсонала, так как предпочтение здесь отдают индивидуальному подходу к больному. Помимо этого, каждый пациент может сам выбирать лечащего врача. Данная клиника принимает на лечение всех желающих иностранных граждан.
Клиника Герцлия имеет отделение  ЭКО, отделение скорой помощи, диагностический центр, четыре амбулаторных отделения, восстановительный отдел, отделение ядерной медицины, патологические и другие лаборатории. Особо в данной клинике развит хирургический отдел, который состоит из восьми операционных и предоставляет высококвалифицированное решение заболеваний внутренних органов.
При клинике работают хирургические центры, которые специализируются на таких отраслях:
- центр онкологической хирургии – высококвалифицированные хирурги проводят операции поджелудочной железы, печени, толстой кишки;
- общая хирургия – распространенные процедуры:  бариатрическая хирургия, операции на желчном пузыре, удаление грыж, трещин заднего прохода, геморроя. Из сложных операций  и сосудистую хирургию желудка;
- ортопедический центр – здесь проводят операции на коленном суставе, тазобедренном суставе, хирургическое лечение позвоночника;
- центр катетеризации – проводятся операции врожденных дефектов сердца, все виды ангиопластики и катетеризации;
- центр кардиохирургии – имеет лицензию на проведение операций на открытом сердце, проводится шунтирование, операции по устранению врожденных дефектов, корректировка замены клапана, операции на сонной артерии и сердце.